# فتح الباقي بشرح ألفية العراقي
فتح الباقي بشرح ألفية العراقي لشيخ الإسلام زكريا الأنصاري الشافعي (823-926هـ) أحد أشهر الشروح الموضوعة على ألفية العراقي في علم الحديث، وتكمن أهميته في أن المؤلف أكثر فيه من النقل عن شيخه الحافظ ابن حجر العسقلاني، كما قام بضبط الألفية لغوياً وعروضياً، والتنبيه عَلَى ذَلِكَ بكثرة.
التزم الْقَاضِي زكريا الأنصاري في أثناء شرحه، بمبدأ اختصار الشرح وإن لَمْ يَكُنْ صرح بهذا، وَلَمْ يَكُنْ من منهجه التطويل والدخول في مناقشات طويلة ذات عمق علمي. وقد حاول جاهداً توضيح وفكّ عبارات الألفية، وكما كَانَ هدفه منذ البدء تحقيقاً لطلب ذَلِكَ العزيز، فَقَالَ: «طلب منى بَعْض الأعزة عليَّ، من الفضلاء المترددين إليَّ، إِلَى أن أضع عَلَيْهَا شرحاً يحل ألفاظها، ويبين دقائقها، ويحقق مسائلها، ويحرر دلائلها فأجبته إِلَى ذَلِكَ». وقد استمد زكريا الأنصاري أغلب مادته من شرح السخاوي، وشرح النَّاظِم العراقي.